# Mușkutînți, Dunaiivți
Mușkutînți (în ucraineană Мушкутинці) este un sat în orașul raional Dunaiivți din regiunea Hmelnîțkîi, Ucraina.

## Demografie
Componența lingvistică a localității Mușkutînți
     Ucraineană (98,9%)
     Alte limbi (0,99%)
Conform recensământului din 2001, majoritatea populației localității Mușkutînți era vorbitoare de ucraineană (98,9%), existând în minoritate și vorbitori de alte limbi.